# Белак, Павел Йозеф
Павел Йозеф Белак (словац. Pavel Jozef Belák; 11 января 1920, Горна Легота — 23 октября 1944, Славошовце) — чехословацкий юрист, деятель Движения Сопротивления во время Второй мировой войны.

## Биография
Родился 11 января 1920 года в местечке Горна Легота (район Брезно, Банско-Бистрицкий край). Родители: Ян Белак-старший и Маргита Белакова (в девичестве Ковачова). Брат: Ян Даниэль Белак.
Окончил гимназию в Банске-Бистрицы, изучал право в университете в Братиславе (окончил в 1944 году). В партизанском движении служил в партизанской бригаде «За свободу славян», комиссар партизанского отряда «Слава». Участвовал в боях за Тельгарт.
Погиб со своим братом Яном 23 октября 1944 года в Славошовце при взрыве заминированного склада на целлюлозном заводе.
Посмертно награждён орденом Словацкого национального восстания 1 степени в 1946 году.